# Contone
Contone est une localité de Gambarogno et une ancienne commune suisse du canton du Tessin.

## Histoire
Contone est une ancienne commune suisse avant le 25 avril 2010. La localité a fusionné avec les communes de Caviano, de Gerra, d'Indemini, de Magadino, de Piazzogna, de San Nazzaro, de Sant'Abbondio et de Vira pour former la commune de Gambarogno. Cette fusion est effective depuis le 25 avril 2010. Son ancien numéro OFS est le 5101.

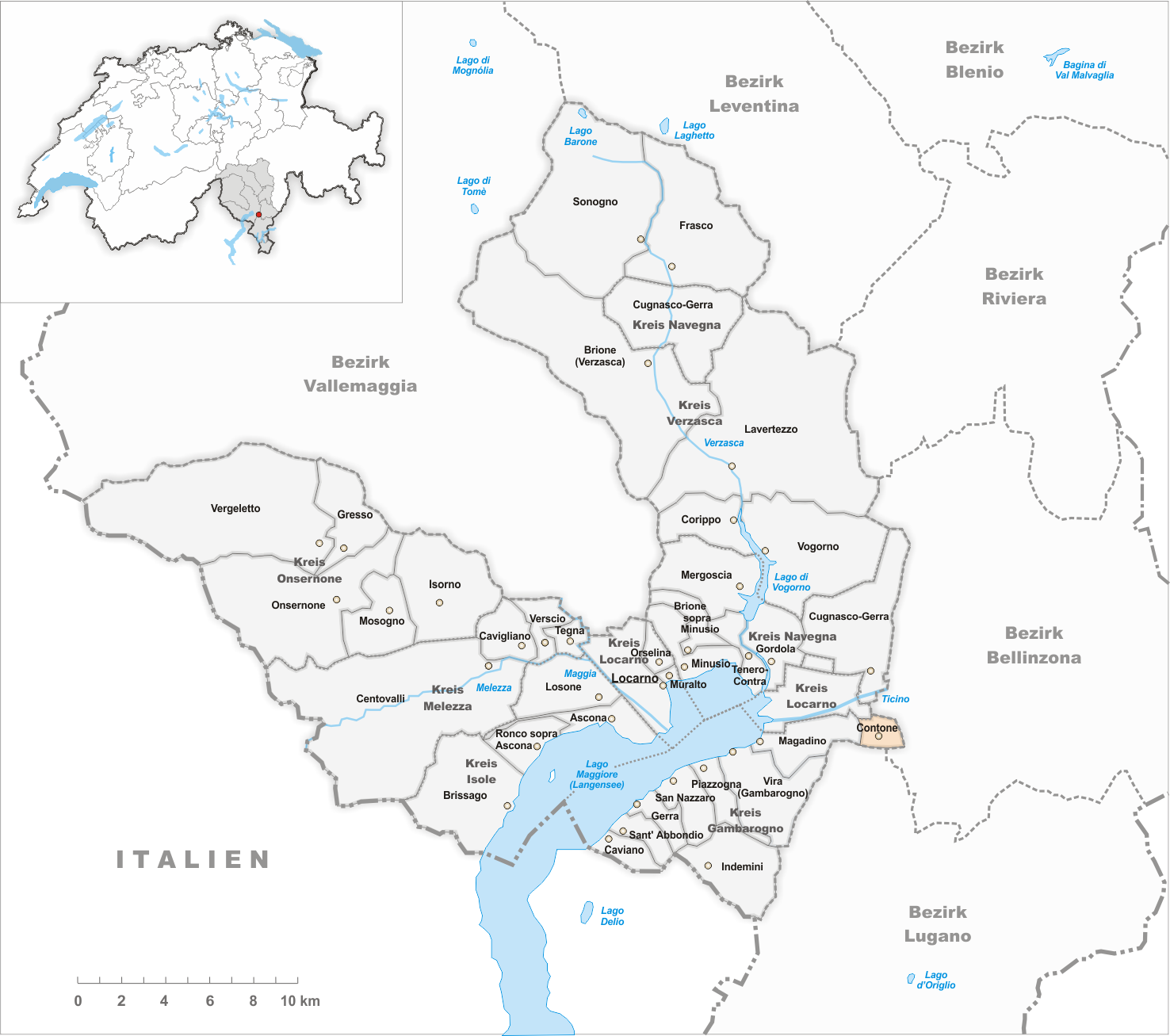
Carte de l'ancienne commune de Contone.

Photo aérienne (1964).